# 猎杀潜航III
《猎杀潜航III》是育碧开发的一款潜艇模拟类电脑游戏，2005年3月15日发行。它是猎杀潜航系列的第三代作品，与一代不同，玩家在其中扮演的不是美军，而是纳粹德国U艇的艇长。本作也是系列中首次采用3D图像引擎的作品，相对于前两代作品，建模更加逼真细致，救生艇的帆布、甲板上的艇员都得以表现。

## 游戏系统
《猎杀潜航3》提供单人模式、战役模式和多人模式。多人模式最多允许16人一起联合作战。游戏中使用的潜艇均为战术攻击潜艇。任务编辑器允许玩家按照个人喜好来调整任务。单人模式中玩家将历经一系列真实的历史事件。而战役模式中，时间、出发港口和舰艇类型均可自由选择。游戏中的操作较为复杂，但也有着较高的自由，可以用鱼雷控制面板设定发射距离、搜寻敌舰、导航模式，可以控制高射炮，并能够管理各船员的工作。
本作采用了新的图像引擎，所有场景都已3D化。玩家可以以第三人称视角在艇内自由移动，探头查看仪表，查看水听器，拉下潜望镜，或登瞭望塔。玩家还可通过种种指令观察舰体，了解艇身各部位情况，如有损伤，可指派损管队抢修。非关键部位受损后，及时封闭舱门抢修即可短时间内恢复战力。鱼雷命中敌方舰船不同部位，会出现不同画面效果。敌舰尾部受损后会减速，甲板、舰首受伤后则影响不大。只有命中那些薄弱部位，才能获得最大杀伤。潜艇是无法进行整体改装的，但可以修理，补充弹药。
本作中的视觉观察系统相较于前作有大幅改进，游戏摄像机位置可随意变换，既可观察鱼雷发射，也可观察敌舰情况。这样，对于初级的玩家，游戏难度就大大简化了。而在Hardcore模式中，玩家观察敌舰只能利用潜望镜和声呐，而升起潜望镜很容易被敌舰发现。这种模式下，射击诸元的设定、提前量的计算，必须玩家自己手动完成，难度增加了，但也提升了拟真性。本作中还加入了养成系统，NPC艇员将与玩家扮演的艇长一同发展。随着一个个任务的完成，他的技能也会逐步提升。玩家的出色表现可获得奖励，并影响后续任务。艇长的威望值会由于出色完成任务而升高，以影响船员的表现。随着威望的提高，可以进行装备升级、船员人数的增加，并购买新的舰艇。

## 开发
本作的首席游戏设计师是Tiberius Lazar，他和他的团队于2002年末尾开始了游戏的开发工作，2005年3月完成。他们本来准备2004年完成整个游戏，但是动态战役的制作问题推迟了发行时间。几乎整个小组的人员都投入了测试版的测试，不过由于要赶在2005年春季发行，测试的时间并不足够。第一阶段测试开始于2004年夏，而到了秋季，测试团队达到20人。2005年春季他们投入了30人来测试整个游戏。为了开发这款游戏，他们研究了历史，包括二战时真实存在的U艇艇长Jürgen Oesten。

## 评价
本作在评论界获得了积极评价。IGN打出了88分，认为该游戏“值得等待”；而GameSpy则为该游戏打了满分，认为它可以与《F-19》、《Longbow 2》、《欧洲空战》相提并论。